# Ted Gärdestad
Ted Arnbjörn Gärdestad (Sollentuna, 1956. február 18. – Sollentuna, 1997. június 22.) svéd énekes, zeneszerző, zenész (gitár, zongora és harmonika).
Saját maga komponálta az összes zenéjét, a dalszövegeket pedig testvére, Kenneth szerezte. Négyszer indult a Melodifestivalenen mint előadóművész: 1973-ban, 1975-ben, 1979-ben és 1980-ban. 1979-ben nyert, így Svédországot képviselhette az Eurovíziós Dalfesztiválon.
Ő szerezte a Den bästa som finns (A létező legjobb) című dalt, amelyet 1977-ben Lena Andersson énekelt a svéd dalfesztiválon.

## Élete
Gärdestad Stockholmtól északra, Sollentuna községben nőtt fel. Az első dalát (Sollentunavalsen) hatéves korában komponálta. Nyolcéves korában szerepelt a televízió Circus minimum műsorában, ahol harmonikán játszott. Az igazi sikerei tizenöt éves korától jöttek, és fénykora az 1970‑es években volt. A dalainak zenéjét ő maga szerezte, míg a szöveget többnyire a bátyja, Kenneth írta. Benny Andersson és Björn Ulvaeus „fedezte fel” őt, akik producerei voltak az Undringar (Ábrándok) című debütalbumának, amely Stikkan Anderson, a Polar Music lemezkiadója gondozásában jelent meg. Az optimista és könnyen dúdolható popzenéje alapján az 1970-es évek progresszív zene fénykora alatt kimondottan kommersz művésznek tartották. Néhány ismertebb dala: Jag vill ha en egen måne (1972), Sol, vind och vatten (1973), Angela (1976) és För kärlekens skull (1993). Megnyerte az 1979. évi svéd válogatót az Eurovíziós Dalfesztiválra (Melodifestivalen) a Satellit című számával. A rákövetkező évben pedig ötödik lett a Låt solen värma dig (Hagyd, hogy melegítsen fel a nap) című számával, amelyet akkori élettársával (Annica Boller) közösen adott elő.
Gärdestad ígéretes teniszező volt. Tizennégy éves korában jó barátja, Björn Borg mögött a második legjobb volt Svédországban. 1969-ben Borg nyerte a SALK Open tornát, miután az elődöntőben 6–0, 8–6 arányban legyőzte Gärdestadot. A Helena című dal megírására állítólag Helena Anliot teniszezőnő inspirálta, akibe mindketten szerelmesek voltak az 1970-es évek elején.
Mielőtt az amerikai rockegyüttes, Toto maga is sikeres lett, ők voltak Gärdestad kísérőzenekara a koncerteken. Ez lehet az egyik magyarázata a Toto Hold the Line és Gärdestad Satellit című dala közti hasonlóságnak. A másik az lehet, hogy egy évvel a Satellit megjelenése előtt a gitáros Janne Schaffer a Totóval működött közre a Hold the Line c. számuknál, és ő írta a Satellit gitárriffjét is.
Michael B. Tretowval közösen dolgozott a Caramba stúdióprojekten, és 1981 adták ki a Hubba Hubba Zoot Zoot című slágert. Még abban az évben került kapcsolatba a hindu guru Bhagwan Shree Rajneesh-sel (később Osho), ami után belépett annak szektájába, és elhatárolódott korábbi életétől. Felvette a Swami Sangit Upasani nevet, piros ruhákat hordott, mint a többi Bhagwan-tanítvány, és többször ellátogatott a mozgalom oregoni főhadiszállására, ahol mint lemezlovas is működött. Már 1977-ben vegetáriánus lett.
1986-ban visszaköltözött Sollentunába, és egy ideig mint dalszerző működött Billy Butt Little Big Apple Records nevű lemezkiadójánál. Zenei karrierjét 1994-ben folytatta, amikor kiadták az Äntligen på väg albumot, amely az első volt 1981 óta, de egyben az utolsó is. A lemezen  olyan ismert svéd művészek működnek közre, mint Janne Schaffer, Björn J:son Lindh és Marie Bergman. Az utolsó fellépése 1996 decemberében volt a Blue Grotto szórakozóhelyen Gävlében, Harpo svéd zenésszel közösen. A színpadon a kísérőzenekaron kívül még testvére, Kenneth is jelen volt.

### Családja
Ted Gärdestad 1956-ban, Arne Gärdestad tisztviselő és Margit Gärdestad (szül. Sjöholm) hivatalnok harmadik gyermekeként született. Két bátyja van, Kjell (1944) és Kenneth (1948).
Első felesége Lotta Ramel volt 1976–1978 között, a második Alexandra Lindholm 1992–1993 között.
Az 1980-as évek elején együtt élt Ann Zachariasszal és két gyermekük született: Sara (1982), valamint Marc (1983). A fia most a Moishe Zacharevsky nevet használja.

## Betegsége
Ted Gärdestad az 1980-as évek közepétől szkizofréniában szenvedett. Hangokat hallott; ez egy alkalommal önkárosító cselekedethez vezetett. Egy sajtszeletelővel összevagdosta a kezét, hogy ne tudjon zenével foglalkozni.
Kenneth Gärdestad azt állítja, hogy a betegség első jelei már 1985-ben mutatkoztak rajta, amikor az öccse 29 éves volt. Kenneth ebben az időben az Egyesült Államokban élt, és egy alkalommal, amikor öccse meglátogatta, Kenneth észrevette, hogy a testvére rettegéses és tisztaságmániás. Ted például nem használta fürdőszobát sebészeti kesztyűk nélkül, és mindent megmosott szesszel.

## Halála és méltatása

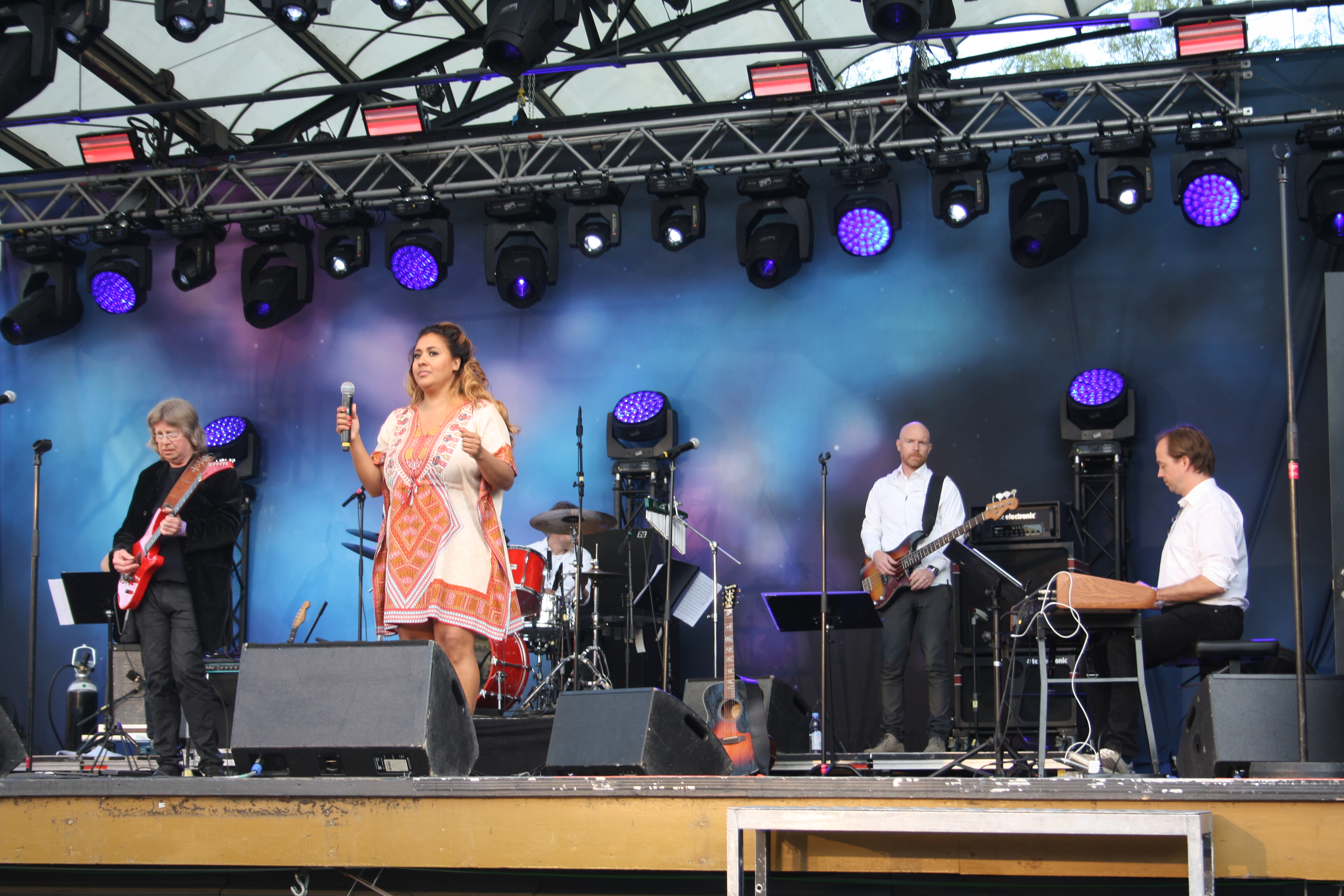
Emlékkoncert, 2016

Gärdestad öngyilkosságot követett el 1997 június 22-én, vonat elé vetette magát a Häggvik állomáson, Sollentuna községben. A Silverdal sírkertben (griftegård), Sollentuna községben helyezték örök nyugalomra.
Halála után több válogatáslemezt adtak ki. A bátyja, Kenneth újságokban és egy könyvében is beszámolt Ted utolsó nehéz évéről a pszichés betegségével.
2006-ban avatták fel Annika Heed szobrász Ted Gärdestad c. alkotását a Ted Gärdestad placcon (Ted Gärdestads plats) Sollentuna Silverdal nevű városrészében.

### Ted Gärdestad Társaság
Egy nonprofit szervezet, amely 1997-ben alakult azért, hogy Ted Gärdestad emlékét ápolja. Az egyesület alapítója Elena Helsinghof Dalarnában. A társaság igyekszik minden évben egy megemlékezési rendezvényt szervezni Stockholmban vagy valahol a környékén.
Több neves művész vett részt az eseményeken, többek között Svenne Hedlund, Christer Björkman, Richard Herrey, Peter Lundblad, Anna Stadling, Lena Andersson, Marcus Öhrn, Lena Maria Klingvall, Ted Gärdestad kísérőzenekara, a Rock'n Roll Machine és Johan Eriksson. A rendezvényt sokan szokták megtekinteni. Az egész Gärdestad család tiszteletbeli tagja az egyesületnek. A Társaság 2000-ben pénzt gyűjtött össze egy szép fehér emlékpadra (Hagasoffa), amelyik minden nyáron (áprilistól szeptemberig) a Kungsträdgården parkban van elhelyezve.

### Ted Gärdestad Emlékalapítvány
Kenneth Gärdestad és Janne Schaffer alapította, és az ösztöndíjat az SKAP (Svéd zeneszerzők és szövegírók) érdekvédelmi egyesület kezeli. Ted Gärdestad is tagja volt a SKAP-nak, és 1975-ben ő is ösztöndíjat kapott Kenneth-tel közösen.

### Emlékezete
2014-ben adták ki a För Kärlekens Skull – Svenska Artister Hyllar Ted Gärdestad (A szerelem kedvéért – Svéd művészek tisztelgése Ted Gärdestad előtt) emlékalbumot ismert svéd művészek, mint Laleh, Tomas Andersson Wij és Markus Krunegård közreműködésével, akik Gärdestad-dalokat adnak elő saját tolmácsolásban.
Életéről 2016-ban dokumentumfilm készült Ted Gärdestad - för kärlekens skull (rendező: Susanne Cederberg) címmel, majd 2018-ban TV film készült Ted - För kärlekens skull (rendező: Hannes Holm) (Magyarországon Ted Gärdestad címmel)

## Diszkográfia

### Stúdióalbumok
- 1972 – Undringar (Ábrándok)
- 1973 – Ted
- 1974 – Upptåg (Csínyek)
- 1976 – Franska kort (Francia kártya)
- 1978 – Blue Virgin Isles
- 1981 – Stormvarning (Viharjelzés)
- 1994 – Äntligen på väg (Végre útrakelve)

### Válogatásalbumok
- 1989 – Spotlight (Reflektorfény)
- 1993 – Kalendarium 1972-1993 (Eseménynaptár 1972-1993)
- 2001 – Solregn (CD-Box) (Napeső)
- 2001 – Droppar av solregn (Napeső cseppek)
- 2003 – 15 klassiker 1972-1981
- 2004 – Sol, vind och vatten – det bästa (Nap, szél és víz - a legjobbak)
- 2004 – Fånga en ängel - En hyllning till Ted Gärdestad (Elkapni egy angyalt - Tisztelgés Ted Gärdestad előtt)
- 2005 – Ted Gärdestad 18 ballader (Ted Gärdestad 18 ballada)
- 2007 – För kärlekens skull - Det bästa med Ted Gärdestad (A szerelem kedvéért - Ted Gärdestad legjobbjai)
- 2009 – Helt nära dig – Ted Gärdestads samlade album (Egészen közel hozzád - 8 CD gyűjtőalbum )
- 2014 – För kärlekens skull – Svenska artister hyllar Ted Gärdestad (A szerelem kedvéért - Svéd művészek tisztelgése Ted Gärdestad előtt)

### Kislemezek
- 1972 – Jag vill ha en egen måne (Egy saját holdat akarok)
- 1973 – Jag ska fånga en ängel (Fogok egy angyalt)
- 1973 – Oh, vilken härlig da (Ó, milyen nagyszerű nap)
- 1973 – Sol, vind och vatten (Nap, szél és víz)
- 1974 – Eiffeltornet (Az Eiffel-torony)
- 1975 – Rockin' n' Reelin'
- 1976 – Angela
- 1976 – Chapeau-Claque (Összecsukható cilinder)
- 1979 – Satellit
- 1980 – Låt solen värma dig (feat. Annica Boller) (Hagyd hogy melegítsen a Nap)
- 1981 – Låt kärleken slå rot (Had gyökerezzen a szerelem)
- 1993 – Himlen är oskyldigt blå (Az ég ártatlan kék)
- 1993 – För kärlekens skull ( A szerelem kedvéért)
- 1994 – Ge en sol (Adj egy Napot)

## Fordítás
- Ez a szócikk részben vagy egészben  a   Ted Gärdestad című svéd Wikipédia-szócikk ezen változatának fordításán alapul.  Az eredeti cikk szerkesztőit annak laptörténete sorolja fel. Ez a jelzés csupán a megfogalmazás eredetét és a szerzői jogokat jelzi, nem szolgál a cikkben szereplő információk forrásmegjelöléseként.